# Удаки
Удаки (Уалки) — царь Манны во второй половине IX века до н. э. В его правление началось создаваться царство Манна.
В 30-й год своего правления (829/828 год до н. э.) царя Ассирии Салманасара III ассирийское войско под командованием туртана (высшая военная должность в Ассирии) Дайан-Ашшура предприняло поход, направленный против мелких царств приурмийской равнины (Внутренняя Замуа) и, в частности, против Манны. Вначале Дайан-Ашшур двинулся из долины Большого Заба в расположенную южнее озера Ван Хубушкию, где получил дань от её царя Датаны. Затем через территорию некого Магдубу малхисского повернул на юго-восток и вторгся на территорию царя Манны Удаки. Тот укрылся в горах, но ассирийцам удалось угнать много скота и захватить брошенные поселения, в том числе и Изирту (или Зирту), крепость-резиденцию Удаки. Затем ассирийцы вступили на землю царства Харруны, где правил некто Шуллусуну. После захвата крепости Масашуру Шуллусуну изъявил покорность Ассирии и был оставлен на царствовании, но его страна была обложена данью лошадьми.
В конце царствования, по-видимому, Удаки также потерпел поражение и от царя Урарту Ишпуини, и уже в 20-х годах IX века до н. э. в качестве гегемона царств и племён в районе озера Урмия выступал не маннейский царь, а царь Харруны Шуллусуну (Шарсина), сын Мектиары (Никдиары).